# Chłopiec poznaje świat
Chłopiec poznaje świat (ang. Boy meets world) – amerykański sitcom nadawany przez telewizję Disney Channel (Polska). W Stanach Zjednoczonych był nadawany przez telewizję ABC.

## Obsada
- Ben Savage – Cory Matthews
- Will Friedle – Eric Matthews
- Rider Strong – Shawn Hunter
- Danielle Fishel – Topanga Matthews
- William Russ – Alan Matthews
- Besty Randle – Amy Matthews
- Lilly Nicksay/Lindsay Ridgeway – Morgan Matthews
- Matthew Lawrence – Jack Hunter
- William Daniels – George Feeny

## Wydanie naDVDwUSA
Pierwsze trzy sezony zostały wydane na DVD przez Buena Vista Home Entertainment.
Poszczególne wydania:
- Pierwszy sezon - 24 sierpnia 2004 - 22 odcinki oraz dodatkowy odcinek z sezonu.
- Drugi sezon - 23 listopada 2004 - 23 odcinki.
- Trzeci sezon - 23 sierpnia 2005 - 22 odcinki oraz gra.

## Lista odcinków
| Seria | Seria | Odcinki | Oryginalna emisja   | Oryginalna emisja | Oryginalna emisja    | Oryginalna emisja    |
| Seria | Seria | Odcinki | Premiera serii      | Finał serii       | Premiera serii       | Finał serii          |
| ----- | ----- | ------- | ------------------- | ----------------- | -------------------- | -------------------- |
|       | 1     | 22      | 24 września 1993    | 13 maja 1994      | 2 grudnia 2006       | 28 kwietnia 2007     |
|       | 2     | 23      | 23 września 1994    | 19 maja 1995      | 7 maja 2007          | 6 czerwca 2007       |
|       | 3     | 22      | 22 września 1995    | 17 maja 1996      | 11 czerwca 2007      | 10 lipca 2007        |
|       | 4     | 22      | 20 września 1996    | 9 maja 1997       | 16 lipca 2007        | 14 sierpnia 2007     |
|       | 5     | 24      | 3 października 1997 | 15 maja 1998      | 20 sierpnia 2007     | 20 września 2007     |
|       | 6     | 22      | 25 września 1998    | 14 maja 1999      | 24 września 2007     | 16 października 2007 |
|       | 7     | 23      | 24 września 1999    | 5 maja 2000       | 29 października 2007 | 27 listopada 2007    |